# Conchylodes terminipuncta
Conchylodes terminipuncta là một loài bướm đêm trong họ Crambidae.